# Marcus Cornelius Nigrinus
Marcus Cornelius Nigrinus (Curiatius Maternus) est un sénateur romain, consul suffect en 83, gouverneur de Mésie inférieure aux environs de 86 à 89 et enfin de Syrie entre 96 et 97. Peut-être un temps proposé comme successeur possible à Nerva, c'est finalement Trajan qui est adopté et qui lui retire son gouvernorat. Il retourne dans sa région natale, en Hispanie, pour y finir ses jours.

## Biographie

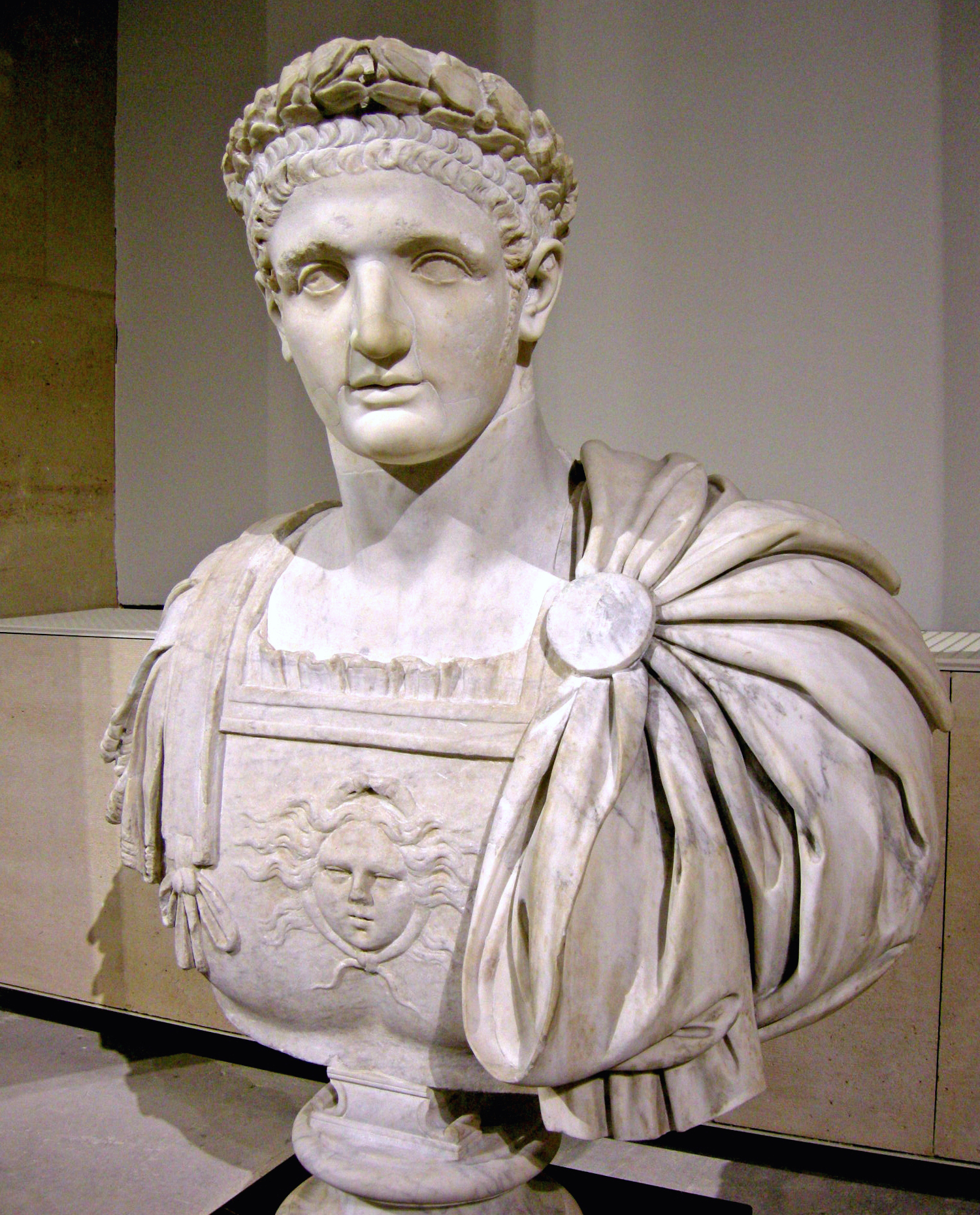
L'empereur Domitien (81 à 96).

Nigrinus est un chevalier et un natif de Liria en Tarraconaise,. Sa famille est d'origine indigène, et reçoit probablement son nom « Cornelius » sous le principat d'Auguste, lorsque la cité de Liria devient un municipe.
On le donne parfois fils du poète Curiatus Maternus,, cité par Tacite. Mais c'est probablement le fils d'un Cornelius Nigrinus et d'une Curiata Materna, cette dernière pouvant être la sœur du poète,. Son nom peut aussi indiquer une adoption par le sénateur Curiatius Maternus,.
Sous Vespasien,  il est tribun militaire dans la legio XIV Gemina à Mogontiacum en 70 puis il est admis au Sénat, probablement en 73/74, lors de la censure conjointe de Vespasien et de son fils Titus,. Il est ensuite légat de la legio VIII Augusta en Germanie supérieure,.
Il devient ensuite gouverneur impérial (légat d'Auguste propréteur) de la province d'Aquitaine de 79 à 82,, avant d'être nommé  consul suffect en 83,, aux côtés de Domitien.
À la suite de l'invasion de la Mésie par les Daces en 85 et la mort du gouverneur romain de la province de Mésie, cette dernière est subdivisée en deux, et Cornelius Nigrinus devient gouverneur de Mésie inférieure aux environs de 85/86 à 88/89,. Il participe aux guerres sur le Danube de Domitien et y est honoré de toutes les grandes distinctions militaires, les dona militaria, à l’exception des ornements triomphaux. Il reçoit quatre coronae, quatre hastae purae et quatre vexilla. Il est probablement le général de Domitien le plus décoré.

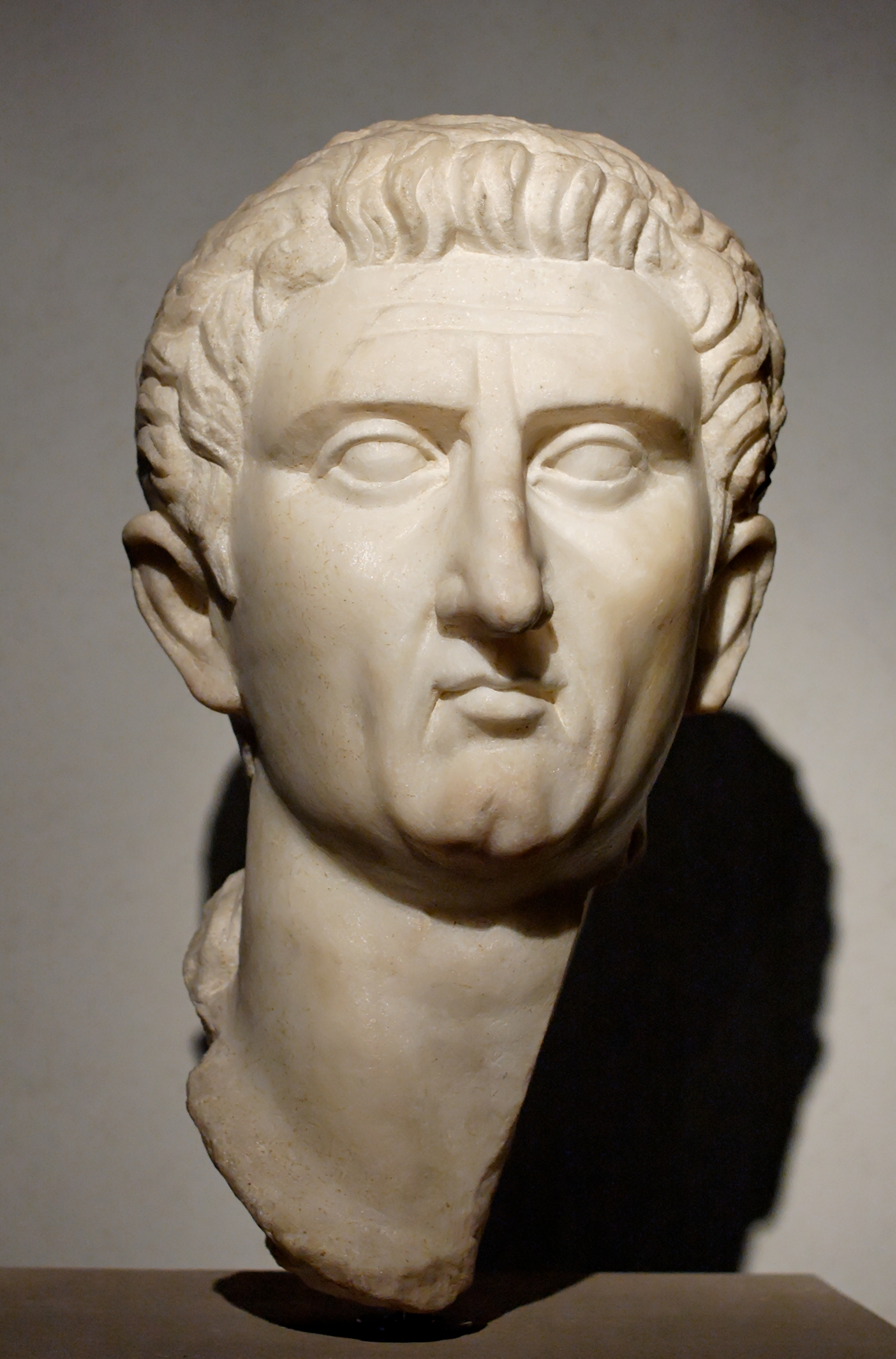
L'empereur Nerva (96 à 98).

Enfin, il est gouverneur de Syrie, entre 93/95 et 97, à la tête de l’armée la plus puissante de l'Empire, celle d'Orient.
Il est un temps proposé comme successeur possible à Nerva, mais c'est finalement Trajan qui est adopté. Natif d'Hispanie, Nigrinus est issu d'une famille moins prestigieuse et indigène au contraire du nouveau César, qui possède plus de soutiens au Sénat.
Trajan lui fait immédiatement retirer son gouvernorat dès son adoption fin 97, et Nigrinus se retire dans sa ville d'origine au début du règne du nouvel empereur.
On lui donne parfois un deuxième consulat suffect entre septembre et novembre 97. Dans ce cas, il a quitté la Syrie depuis plusieurs mois déjà, a probablement soutenu Trajan et été récompensé d'un deuxième consulat. Le consul de 97 est cependant plus souvent identifié à Lucius Pomponius Maternus.